# BlackBox Component Builder
Der BlackBox Component Builder ist ein mittlerweile kostenloses, seit 1990 von Oberon microsystems entwickeltes,  komponentenbasiertes Entwicklungssystem für die typsichere und objektorientierte Programmiersprache Component Pascal (die eigentlich ein Oberon Dialekt ist).

## Eigenschaften
Der BlackBox Component Builder zeichnet sich durch seine geringen Ansprüche an die Hardware, hohe Stabilität und kurze Entwicklungszeiten aus. Er unterstützt eine generische Model View Controller Architektur und wird unter anderem für wissenschaftliche und technische Anwendungen, aber auch in Lehre und Forschung eingesetzt.

## Verfügbarkeit
Die mit Blackbox erstellten Programme laufen als Anwendungsprogramme in einem Laufzeitsystem mit zuverlässiger automatischer Speicherbereinigung, solange das Modul SYSTEM nicht importiert wird, welches die Kontrollmöglichkeiten des Laufzeitsystems umgeht.